# Казенюк, Татьяна Григорьевна
Татьяна Григорьевна Казенюк (род. 5 августа 1990) — российская самбистка и дзюдоистка, чемпионка и призёр чемпионатов России и мира по самбо, призёр чемпионата России по дзюдо, чемпионка мира среди военнослужащих по дзюдо, мастер спорта России международного класса по дзюдо (2016), Заслуженный мастер спорта России по самбо (2020). Член сборной команды страны с 2014 года. Живёт в Армавире.

## Спортивные результаты

### Дзюдо
- Первенство России по дзюдо среди кадетов 2005 — ;
- II Всероссийская школьная спартакиада 2005 — ;
- Первенство России по дзюдо среди юниоров 2008 — ;
- Первенство России по дзюдо среди юниоров 2009 — ;
- Первенство России по дзюдо среди молодёжи 2011 — ;
- Первенство России по дзюдо среди молодёжи 2012 — ;
- Чемпионат России по дзюдо 2014 — ;
- Чемпионат России по дзюдо 2017 — ;

### Самбо
- Чемпионат России по самбо 2017 — ;
- Чемпионат России по самбо 2018 — ;
- Чемпионат России по самбо 2019 — ;
- Чемпионат России по самбо 2020 — ;